# Brachypodium firmifolium
Brachypodium firmifolium là một loài thực vật có hoa trong họ Hòa thảo. Loài này được H.Lindb. mô tả khoa học đầu tiên năm 1946.